# Furoshiki

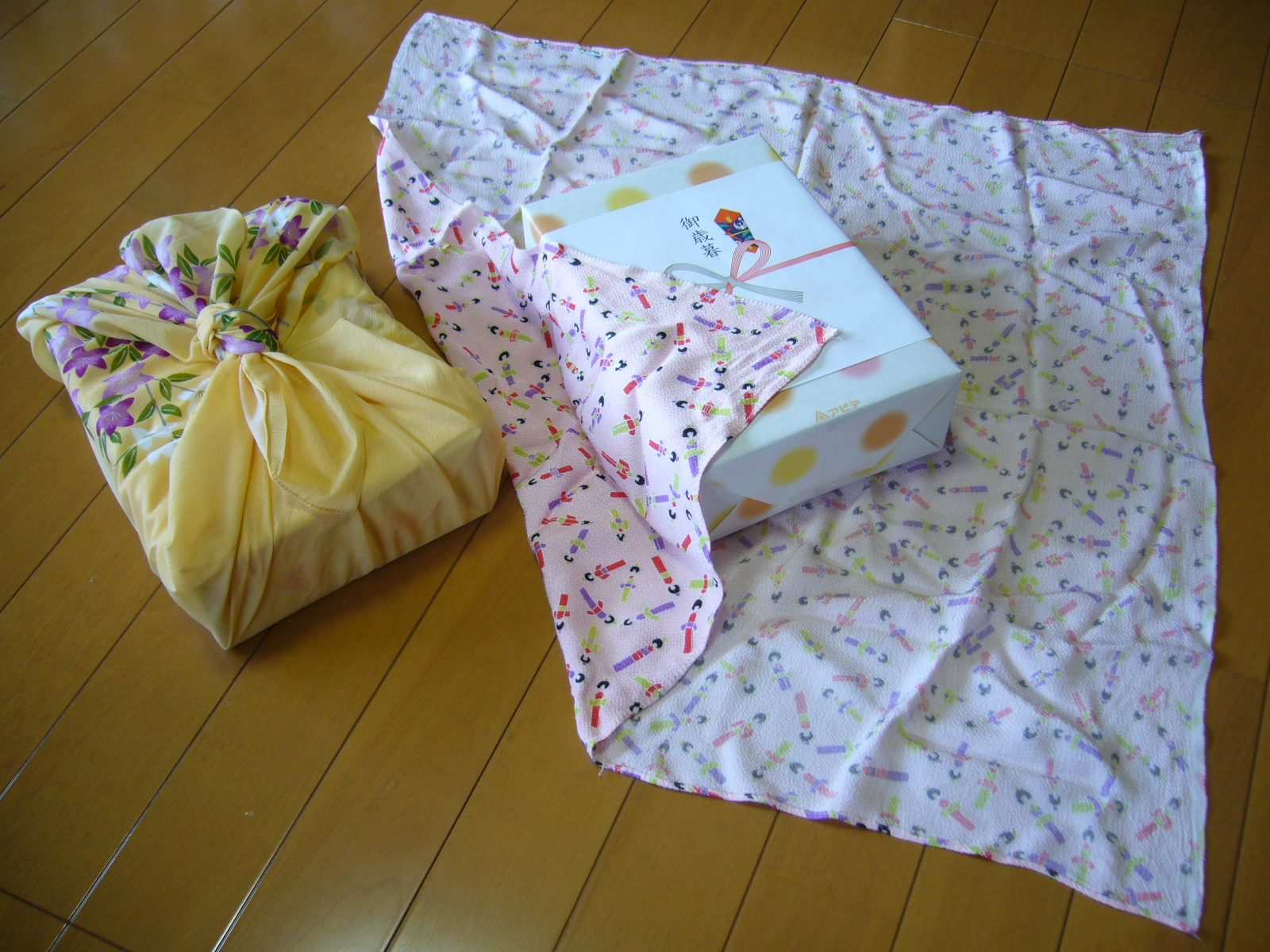
Quà tặng được gói trong vải gói truyền thống của Nhật Bản

Furoshiki (風呂敷) là nghệ thuật gói quà bằng vải độc đáo và tinh tế của người Nhật Bản, gần giống với tay nải của Việt Nam thời xưa. Nó thể hiện được nét văn hóa tặng quà của người Nhật trong đời sống thường ngày. Loại hình Bojagi (Hangul: 보자기) là biến thể của Furoshiki, trở thành nghệ thuật gói quà bằng vải truyền thống Hàn Quốc. Bojagi thường có hình vuông và có thể được làm từ nhiều chất liệu khác nhau, mặc dù lụa hoặc gai là phổ biến. Bojagi thêu được gọi là subo, trong khi bojagi chắp vá hoặc phế liệu được gọi là chogak bo.

## Nguồn gốc

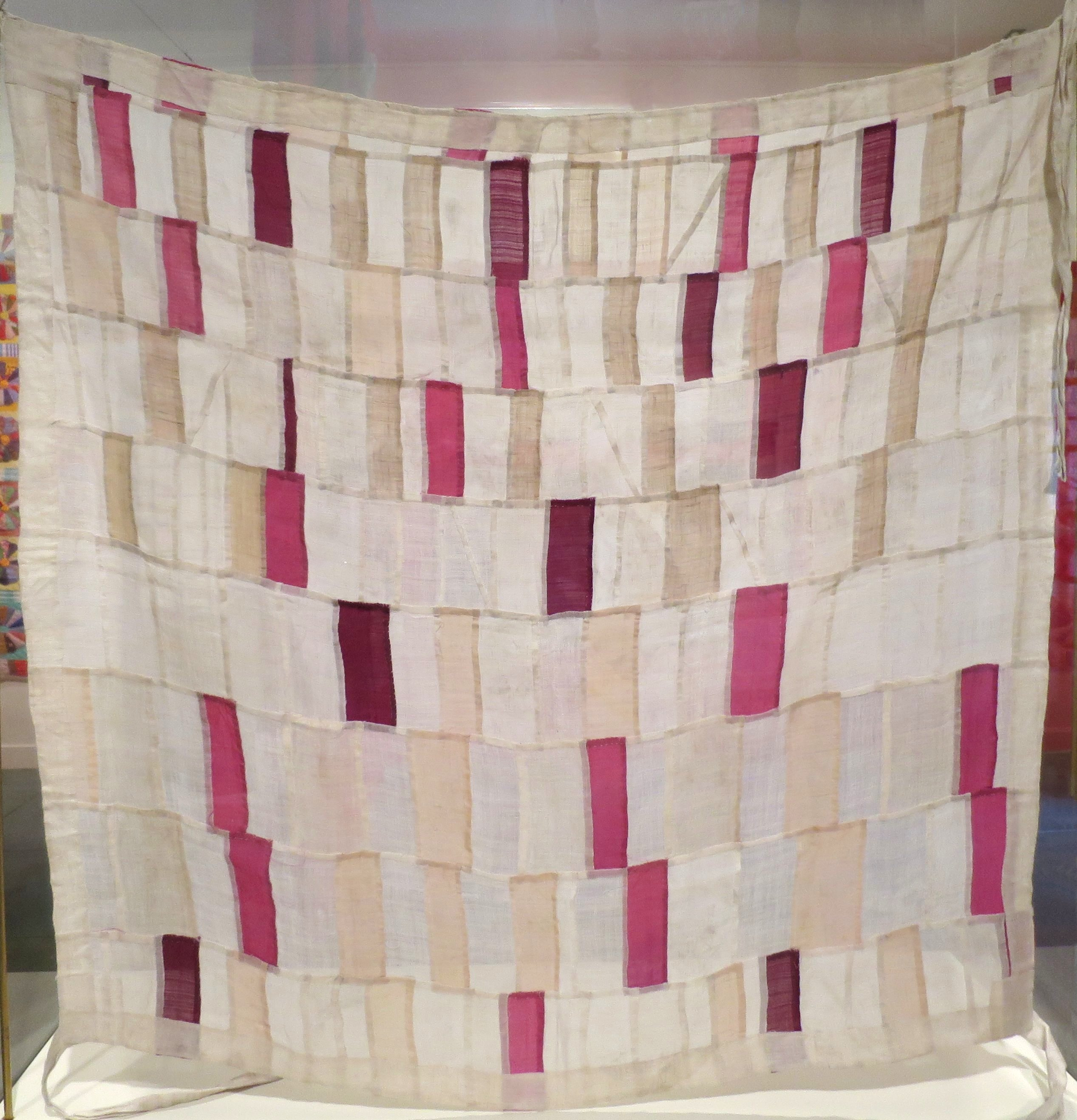
Bojagi từ bộ sưu tập của Bảo tàng Nghệ thuật Honolulu

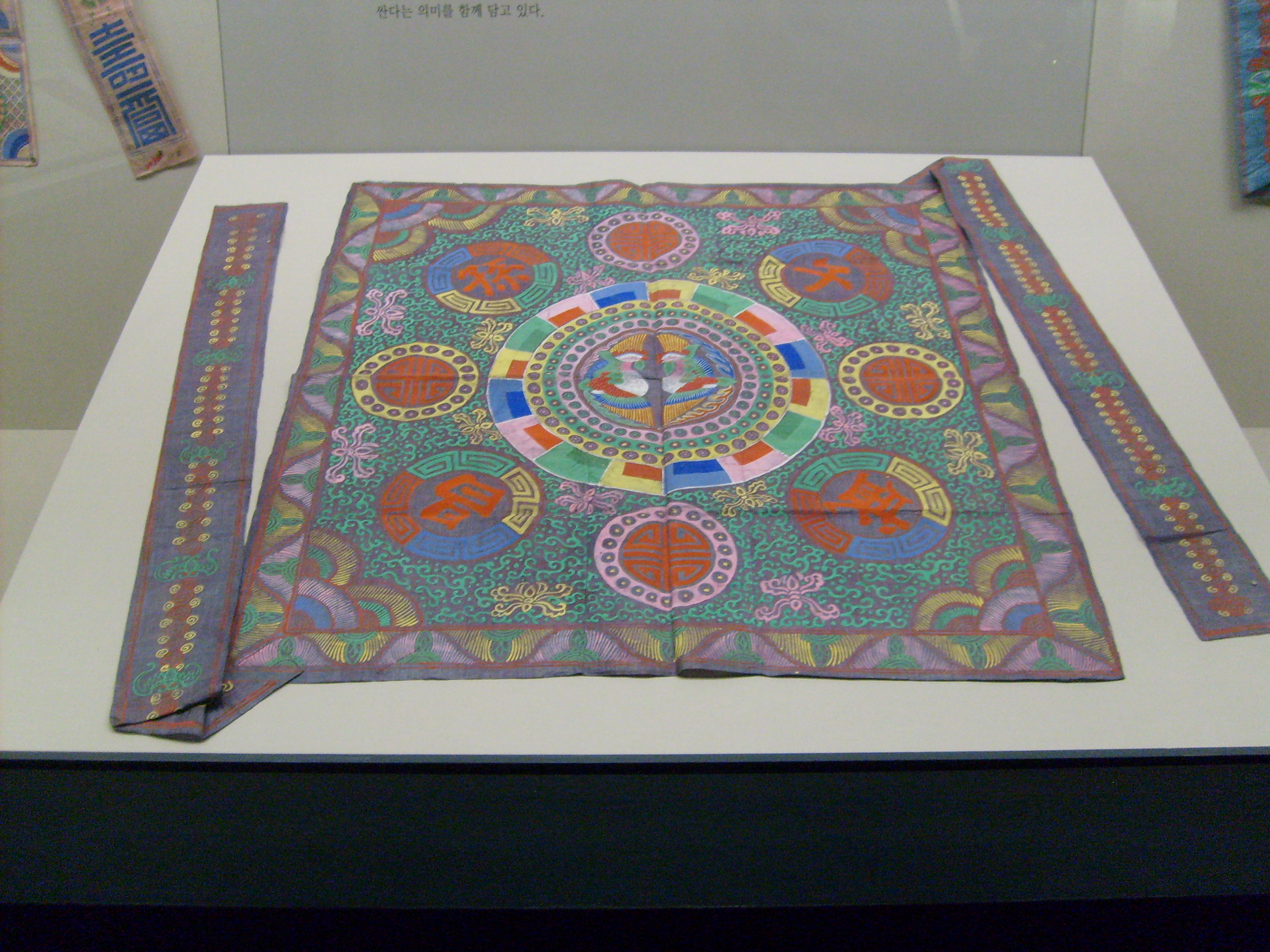
Bojagi hoàng gia

## Trong đời sống hiện đại

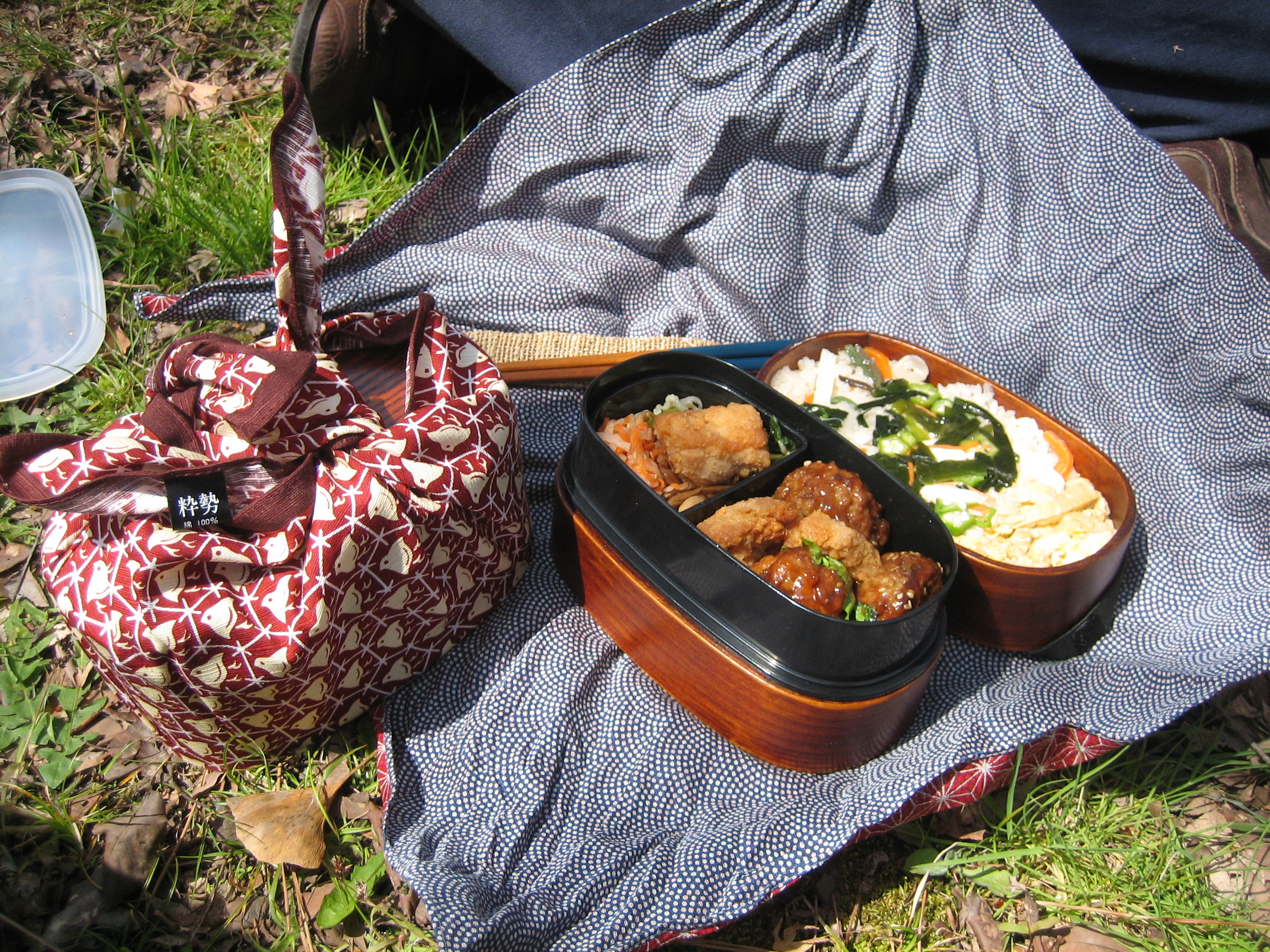

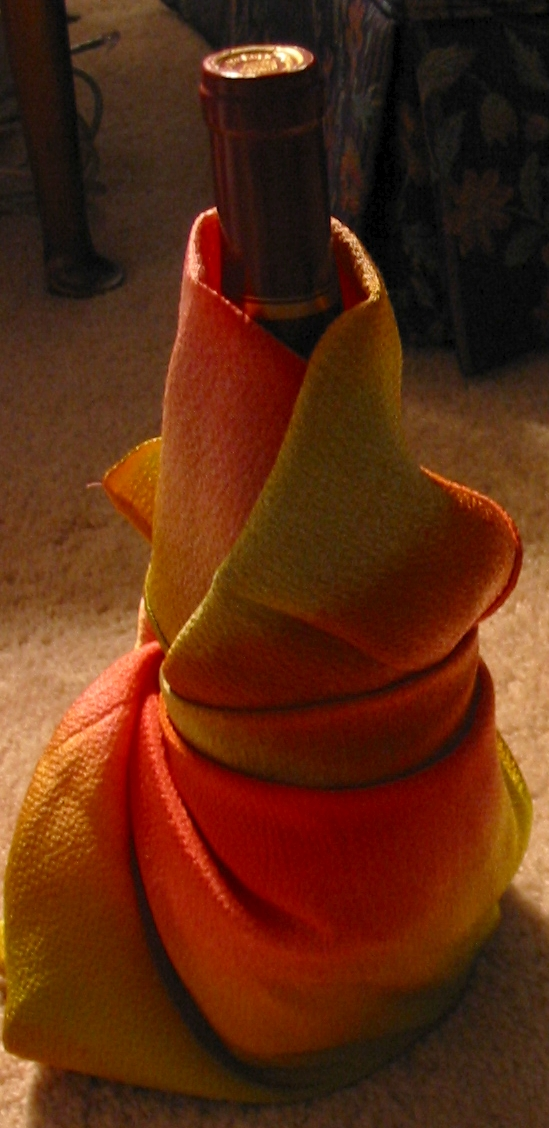
Chai rượu được gói